# Уряд Свердловської області
Уряд Свердловської області — вищий орган виконавчої влади Свердловської області. Главою уряду є Вища посадова особа Свердловської області — Голова Уряду Свердловської області, який призначається на посаду губернатором Свердловської області з відома Законодавчих Зборів Свердловської області.

## Історія
Попередники: Свердловський обласний комітет ВКП(б)-КПРС (1917-1934 рр.), Свердловський обласний комітет КПРС (з 1934-1991 рр.), Уряд Свердловської області (з 1991 року).

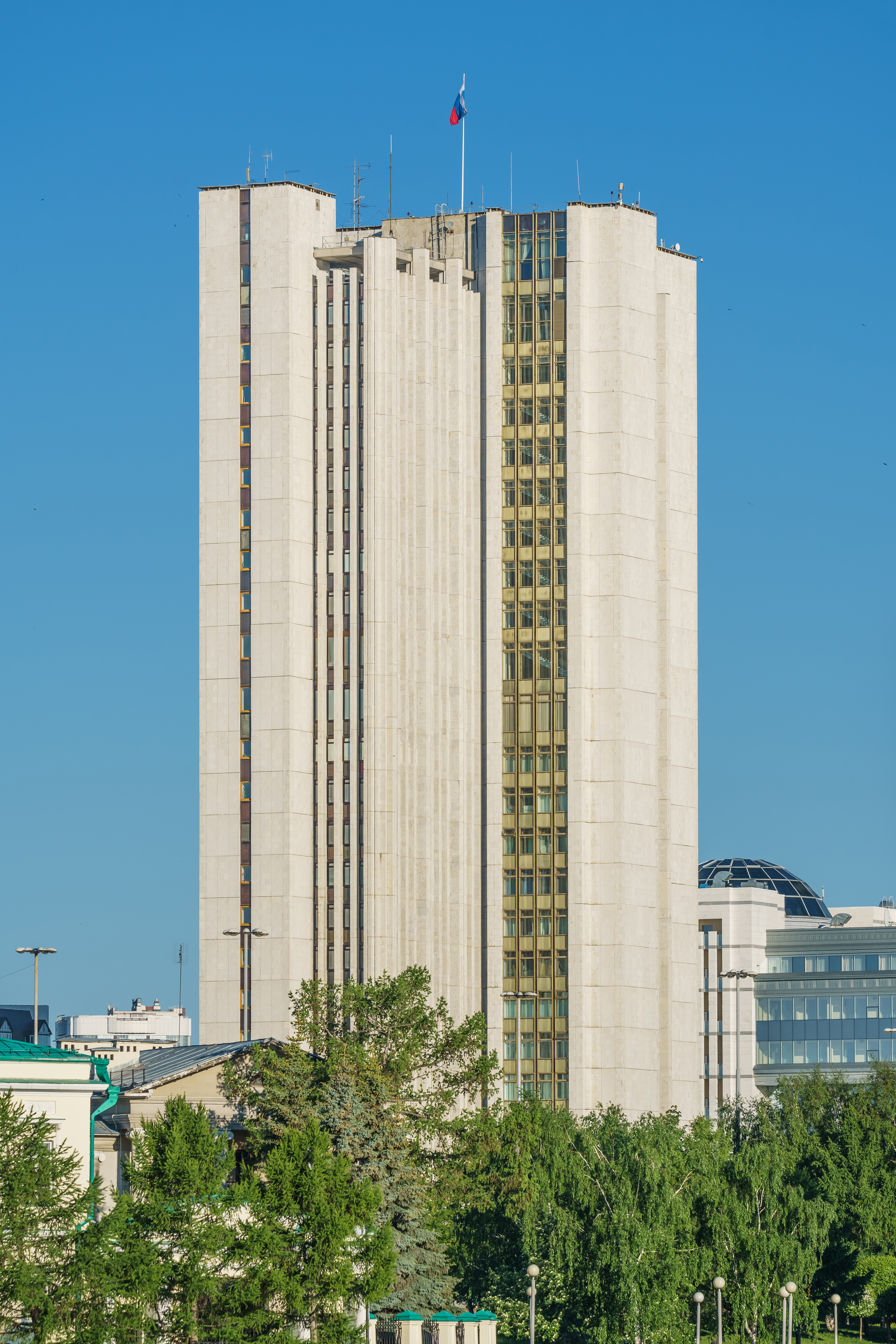
Будівля Свердловського обкому КПРС в 1980-ті рр., з 1991 р. — будівля Уряду Свердловської області

## Голови Уряду Свердловської області
- Трушников Валерій Георгійович (12 грудня 1991 — 21 липня 1994)
- Страхов Олексій Леонідович (21 липня 1994 — 23 серпня 1995)
- Трушников Валерій Георгійович (серпень 1995 — 29 квітня 1996)
- Воробйов Олексій Петрович (16 травня — 4 жовтня 1996)
- Трушников Валерій Георгійович (4 — 23 жовтня 1996)
- Воробйов Олексій Петрович (23 жовтня 1996 — 18 червня 2007)
- в. о. Ковальова Галина Олексіївна (19 червня 2007)
- Кокшаров Віктор Анатолійович (19 червня 2007 — 7 грудня 2009)
- Гредін Анатолій Леонідович (7 грудня 2009 — 14 квітня 2012)
- Власов Володимир Олександрович (18 квітня — 29 травня 2012, в. о. 29 травня — 22 червня 2012)
- Паслер Денис Володимирович (19 червня 2012 року — 26 вересня 2016)

## Обласні виконавчі органи
1. Міністерство інвестицій і розвитку Свердловської області
2. Міністерство загальної та професійної освіти Свердловської області
3. Міністерство охорони здоров'я Свердловської області
4. Міністерство культури Свердловської області
5. Міністерство фінансів Свердловської області
6. Міністерство агропромислового комплексу і продовольства Свердловської області
7. Міністерство соціальної політики Свердловської області
8. Міністерство міжнародних і зовнішньоекономічних зв'язків Свердловської області
9. Міністерство економіки Свердловської області
10. Міністерство промисловості і науки Свердловської області
11. Міністерство енергетики та житлово-комунального господарства Свердловської області
12. Міністерство природних ресурсів і екології Свердловської області
13. Міністерство будівництва та розвитку інфраструктури Свердловської області
14. Міністерство транспорту та зв'язку Свердловської області
15. Міністерство фізичної культури, спорту та молодіжної політики Свердловської області
16. Міністерство з управління державним майном Свердловської області
17. Департамент по забезпеченню діяльності світових суддів Свердловської області
18. Департамент праці та зайнятості населення Свердловської області
19. Департамент з охорони, контролю і регулювання використання тваринного світу Свердловської області
20. Департамент державних закупівель Свердловської області
21. Департамент лісового господарства Свердловської області
22. Департамент громадської безпеки Свердловської області
23. Департамент ветеринарії Свердловської області
24. Управління справами Губернатора Свердловської області і Уряду Свердловської області
25. Управління архівами Свердловської області
26. Управління запису актів громадянського стану Свердловської області
27. Управління Державної житлової інспекції Свердловської області
28. Управління державного будівельного нагляду Свердловської області
29. Регіональна енергетична комісія Свердловської області

## Територіальні міжгалузеві виконавчі органи
- Адміністрація Східного управлінського округу Свердловської області
- Адміністрація Гірничозаводського управлінського округу Свердловської області
- Адміністрація Західного управлінського округу Свердловської області
- Адміністрація Північного управлінського округу Свердловської області
- Адміністрація Південного управлінського округу Свердловської області